# ジャニーヌ・ミショー

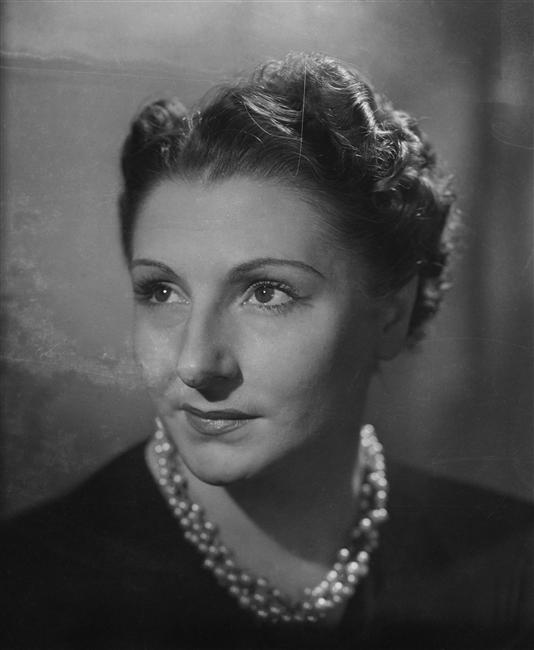
ジャニーヌ・ミショー（1938年）

ジャニーヌ・ミショー（Janine Micheau, 1914年4月17日 – 1976年10月18日）は、フランスを代表するリリック・ソプラノとして活躍したオペラ歌手である。

## 略歴
トゥールーズに生まれ、地元の音楽院で声楽を学んだ後、パリ音楽院に進学した。1933年11月16日にオペラ＝コミック座においてギュスターヴ・シャルパンティエの《ルイーズ》でラ・プリウーズ役でデビュー。その後は、カミーユ・エルランジェの《ポーランドのユダヤ人（Juif polonais）》でロワ役や、イベールの《アンジェリーク（Angélique）》の隣人役を演じたほか、ドリーブの《ラクメ》やグノーの《ミレイユ（Mireille）》で端役を演じた。その後サル・ファヴァールにおいて、《フィガロの結婚》のケルビーノ役、《ホフマン物語》のオランピア役、《セビリアの理髪師》のロジーナ役、《真珠採り》のレーラ役、《カルメン》のミカエラ役、《ラクメ》のタイトルロールを演じた。1935年までにその活躍から各地から招聘されるようになり、マルセイユで《ラクメ》の上演に参加したのち、ピエール・モントゥーに持ちかけられて、アムステルダムで《ペレアスとメリザンド》のヒロインを演じ、サンフランシスコも訪れた。ブエノスアイレスでは、エーリヒ・クライバーの指揮で《ばらの騎士》のゾフィー役を演じた。
1940年にパリ・オペラ座にデビューした際、ミヨーの《メデア（Médée）》のクルーズ役を創唱した。その後オペラ座では、《リゴレット》のジルダ役や《椿姫》のヴィオレッタ役、《ばらの騎士》のゾフィー役などで出演している。 
戦後になると活動の場を世界の舞台に求め、ミラノ・スカラ座やブリュッセル・モネ劇場、ロンドン王立歌劇場、サンフランシスコ歌劇場、シカゴ・リリック・オペラからの招聘に応じて、《ペレアスとメリザンド》や《ロメオとジュリエット》のヒロインのほか、《マノン》のタイトルロール、《ファウスト》のマルグリット役を演じた。
演奏会やラジオ放送にも積極的で、とりわけ18世紀のフランス・バロック音楽（例えばジャン＝フィリップ・ラモーの《優雅なインドの国々》や《プラテー》など）に出演した。フランス国営放送には、1947年にアンドレ・メサジェの《イゾリーヌ》で、1956年に同じくメサジェの《お菊さん》で出演している。CD化されている録音もいくつかある。演奏会のレパートリーでは、ラヴェルの《シェエラザード》、ドビュッシーの《選ばれたおとめ》や《聖セバスチャンの殉教》、シャブリエの《音楽への頌歌》のほか、ドビュッシーやミヨーの芸術歌曲が挙げられる。
1961年からパリ音楽院やザルツブルク・モーツァルテウム大学で声楽教師を務めた。1968年5月にルーアンで《魔笛》のパミーナ役を演じたのを最後に、舞台から勇退した。

## 註
1. ↑  Wolff S. Un demi-siècle d'Opéra-Comique (1900-1950). André Bonne, Paris, 1953.
2. ↑  Gourret J. Dictionnaire des Cantatrices de l'Opéra. Editions Albatros, Paris, 1987.
3. ↑  Laurent F. Notes to Testament CD, 2004.